# Ertuğrul Günay
Ertuğrul Günay (Ordu, 1 de marzo de 1948) es abogado y político turco. Ministro de Cultura y Turismo de Turquía entre agosto de 2007 y enero de 2013.

## Biografía
Günay se graduó por la Facultad de Derecho de la Universidad de Estambul en 1969. En las elecciones de 1977, se convirtió en el diputado más joven del parlamento al ser elegido para la Gran Asamblea Nacional de Turquía, como miembro del Partido Republicano del Pueblo (CHP).  Dentro del CHP, ascendió al puesto de Secretario General en 1992, pero fue expulsado en 2004, tras enfrentamientos con el líder del CHP, Deniz Baykal.
Se unió al Partido de la Justicia y el Desarrollo (AKP) tras oponerse a las tendencias antidemocráticas que surgieron en el seno de su partido antes de las elecciones de 2007. Fue elegido miembro del Parlamento por Estambul en 2007 y luego reelegido por Esmirna en 2011. El 29 de agosto de 2007, Günay fue nombrado Ministro de Cultura y Turismo.
Es autor de Bosnian Writings y Counter Politics y ha publicado numerosos artículos sobre derecho y política.
El 24 de enero de 2013, fue reemplazado por Ömer Çelik en su puesto en el gabinete.

## Reconocimientos
Günay recibió un doctorado honoris causa de la Universidad de Adıyaman en 2009 y otros doctorados honoris causa en 2011 de Pamukkale en Denizli, Mustafa Kemal en Antakya y Universidad del Mediterráneo en Antalya.
Además fue galardonado con la Orden del Mérito Húngaro y la Orden al Mérito de la República de Austria.